# Gehée
Gehée är en kommun i departementet Indre i regionen Centre-Val de Loire i de centrala delarna av Frankrike. Kommunen ligger i kantonen Écueillé som tillhör arrondissementet Châteauroux. År 2022 hade Gehée 254 invånare.

## Befolkningsutveckling
Antalet invånare i kommunen Gehée
Referens:INSEE